# Taino (Italie)
Pour les articles homonymes, voir Taino.
Taino est une commune italienne de la province de Varèse dans la région Lombardie en Italie.

## Toponyme
Peut-être un diminutif du mot Lombard tei (chaux) ou dérivé d'un ancien nom de personne Tacinus ou Taginius.

## Administration
| Période                                  | Période  | Identité              | Étiquette | Qualité |
| ---------------------------------------- | -------- | --------------------- | --------- | ------- |
| 08/06/2009                               | En cours | Pier Carlo Moscatelli |           |         |
| Les données manquantes sont à compléter. |          |                       |           |         |

### Hameaux
Cheglio, Madonnina, Monte Le Casacce, Monzeglio, Catatoria, Campaccio, Ranzitt, Monte della Croce, Bosco Forte, Roncaccio, San Damiano, Cascina Pianazzo, Ponte dei Sassi, Colombera, Vigano, Cascina Marina, Prato del Bosco